# Franz Maier-Bruck
Franz Maier-Bruck (* 26. August 1927 als Franz Maier in der zu St. Lambrechten gehörenden Ortschaft Bruck; † 7. Mai 1982 in Wien) war ein österreichischer Schriftsteller, Gastrosoph und Lexikograf. Bekanntheit erlangte er vor allem als Autor von Standardwerken zur österreichischen Küche, deren Geschichte und Entwicklung er in jahrelanger Arbeit erforschte.

## Name
Franz Maier, der in der zu St. Lambrechten (heute Lambrechten) gehörenden Ortschaft Bruck geboren wurde, fügte – offenbar, um als Autor mit einem weit verbreiteten Namen besser kenntlich zu sein – seinem Familiennamen als zweiten Namensbestandteil den Namen seines Geburtsortes hinzu. Nachdem bereits das Österreich-Lexikon (1966/67), Das Große Sacher Kochbuch (1975) und weitere Publikationen unter dem Namen Franz Maier-Bruck erschienen waren, ließ er seinen Familiennamen im Jahr 1979 auch amtlich von Maier auf Maier-Bruck ändern. Der gegenständliche Bescheid der Wiener Landesregierung wurde am 15. Mai 1979 rechtskräftig.

## Leben
Franz Maier wurde am 26. August 1927 als Sohn des Schmiedemeisters und Landwirts Josef Maier und dessen Ehefrau Juliana (geb. Wimmersberger) in der zu St. Lambrechten gehörenden Ortschaft Bruck in Oberösterreich geboren. Wie im Heimatbuch der Gemeinde Lambrechten vermerkt ist, hatte er bereits als Kind „ein merkwürdiges Interesse an dem Inhalt der Kochtöpfe seiner Mutter gezeigt, eine Liebhaberei, das ihm [bis ins Erwachsenenalter] geblieben ist.“ Das Gymnasium besuchte er in Passau und Linz. Nach dem Militärdienst in den Jahren 1944 und 1945 sowie nach englischer und amerikanischer Kriegsgefangenschaft maturierte er im Jahr 1950. Es folgte ein Universitätsstudium in Wien in den Studienrichtungen Germanistik, Theaterwissenschaft, Kunstgeschichte, Geschichte und Volkskunde. Im Februar 1957 promovierte er zum Doktor der Philosophie. Nach dem Studium war er zunächst freier Mitarbeiter beim Österreichischen Rundfunk. In weiterer Folge arbeitete er als freier Schriftsteller. Seine Tätigkeit umfasste lexikographische Arbeiten sowie die Übersetzung portugiesischer Lyrik.
Nachdem er 1967 gemeinsam mit Richard Bamberger im Österreichischen Bundesverlag für Unterricht, Wissenschaft und Kunst das zweibändige „Österreich-Lexikon“ herausgebracht hatte, wurden auch andere Verlage auf ihn aufmerksam. Ab 1968 war er als Lektor für die Buchgemeinschaft Donauland und kurz darauf auch für den Verlag Kremayr & Scheriau tätig. Zudem arbeitete er bei deutschen Lexika mit. Als Lektor betreute er „Das Donauland Lexikon“, „Das moderne Lexikon“ des Bertelmann Verlages und 1973/74 „Das Jugendlexikon“. In weiterer Folge avancierte er zum Autor wichtiger Standardwerke zur österreichischen Küche.
Franz Maier-Bruck verstarb am 7. Mai 1982 im 55. Lebensjahr in Wien im Kaiser-Franz-Josef-Spital an einem Herzinfarkt. Er war nicht verheiratet. Zuletzt hatte er in der Seuttergasse 24 in Wien-Hietzing gewohnt. Seine letzte Ruhestätte befindet sich auf dem Friedhof der Gemeinde Lambrechten. Seine private Bibliothek hatte er der Gemeinde Lambrechten vermacht, diese befindet sich im Archiv des Gemeindeamtes.

## Kochbuchliteratur
Mitte der 1970er-Jahre hatte Franz Maier-Bruck gemeinsam mit Ernst Richter das Kochbuch „Die gute Wiener Küche“ von Albert Kofranek, einen Klassiker der jüngeren Kochbuchliteratur zur Wiener Küche, völlig neu bearbeitet und ergänzt. Zu dem vom Verlag Kremayr und Scheriau im Jahr 1975 als originalgetreuen Nachdruck herausgebrachten Werk Neuestes Universal- oder: Großes Wiener Kochbuch von Anna Dorn aus dem Jahr 1827, einem Standardwerk der älteren Wiener Kochbuchliteratur, verfasste Franz Maier-Bruck im Anhang den illustrierten Aufsatz Anna Dorn und ihre Zeit, Küchen-Deutsch.
Einen Namen machte sich Franz Maier-Bruck vor allem als Autor von Werken zur österreichischen Küche sowie durch die Publikation weiterer Kochbücher. Als im Herbst 1975 „Das Große Sacher Kochbuch“ erschien, erzielte es medial sogleich großen Anklang. Fünf Jahre lang hatte Franz Maier-Bruck daran gearbeitet.
Als Standardwerke zur österreichischen Küche gelten „Das Große Sacher Kochbuch“ sowie das Werk „Vom Essen auf dem Lande“. Im „Großen Sacher Kochbuch“ geht Maier-Bruck auch vertiefend auf die Geschichte der österreichischen Küche ein. In dem Werk „Vom Essen auf dem Lande“ berichtet er von Alltag, Brauchtum und Festen des bäuerlichen Lebens und bietet damit – über die im Buch vorhandenen Kochrezepte hinaus – eine Kulturgeschichte des Essens und Trinkens in den österreichischen Bundesländern. Nach seinem Tod erschienen unter seinem Namen weitere Kochbücher mit diversen Titeln.

## Preise und Auszeichnungen
- Franz Maier-Bruck war mehrfach preisgekrönter Kochbuch-Autor.[13]
- Die Gastronomische Akademie Deutschlands verlieh ihm für seine Verdienste um die Geschichte der Kochkunst die Goldmedaille.[4][14]

## Werke (Auswahl)
- mit Richard Bamberger: Österreich-Lexikon. 2 Bände, Österreichischer Bundesverlag für Unterricht, Wissenschaft und Kunst, Wien und München 1966 und 1967. Online Band 1. Online Band 2.
- Mäzene der Musik. In: Heinz Siegert (Hrsg.): Adel in Österreich. Verlag Kremayr & Scheriau, Wien 1971, ISBN 3-218-00205-2, S. 224–242.
- Das Große Sacher Kochbuch. Die österreichische Küche. Schuler Verlag, München 1975.
- Europa-Kochbuch. Ein Spaziergang durch die europäischen Küchen. Herrenberger Verlag, München 1977.
- Zu Hause in Europas Küchen. Mit über 500 Rezepten und 48 Farbtafeln. Prisma Verlag, Wien 1977.
- Internationale Fleischspezialitäten. Mit über 500 Rezepten und 48 Farbtafeln. Prisma Verlag, Gütersloh 1978, ISBN 978-3-570-00515-6.
- Leckeres vom Grill. Prisma Verlag, Gütersloh 1979, ISBN 978-3-570-00350-3.
- Würzige Eintöpfe, einfach und exotisch. Mit über 500 Rezepten und 48 Farbtafeln. Prisma Verlag, Gütersloh 1980, ISBN 978-3-570-01712-8.
- Vom Essen auf dem Lande. Das große Buch der österreichischen Bauernküche und Hausmannskost. Kremayr und Scheriau Verlag, Wien 1981, ISBN 3-218-00354-7.
- Leckere Grillspezialitäten. Mit 500 Rezepten. Caesar Verlag, Salzburg 1984, ISBN 3-7023-3087-9.
- Leckere internationale Fleischgerichte. Mit 500 Rezepten. Caesar Verlag, Salzburg 1984, ISBN 978-3-7023-3066-8.
- Klassische Österreichische Küche. Seehamer Verlag, Weyarn 2003, ISBN 3-932131-98-3.